# Сапоро
Сапоро (по английската Система на Хепбърн: 札幌 - Sapporo) е град, административен център на преферектура Хокайдо, Япония. Градът е 4-ти по численост на населението в Япония.

## История
Градът е основан през 1868 г., по онова време е населяван предимно от етнически айну.

## Спорт
Сапоро е домакин на зимните олимпийски игри през 1972 г. - първите на континента Азия.

## Университет
- Hokkaido University Архив на оригинала от 2014-04-02 в Wayback Machine. (北海道大学)
- Sapporo City University (札幌市立大学)

## Известни личности
Родени в Сапоро
- Масаюки Мори (1911-1973), актьор
- Мацури Хино (?), мангака